# 8-Bit Hordes
8-Bit Hordes là một game chiến lược thời gian thực được hãng Petroglyph Games phát triển và phát hành vào ngày 12 tháng 8 năm 2016 cho Microsoft Windows. Nó sử dụng cùng một engine như người tiền nhiệm 8-Bit Armies, nhưng giờ đây được dựa trên một kịch bản theo chủ đề kỳ ảo.

## Lối chơi
8-Bit Hordes thuộc thể loại chiến lược thời gian thực được thiết kế để phản ánh giao diện và lối chơi của những game RTS cổ điển của thập niên 90. Nó có phần chiến dịch chơi đơn và chơi mạng trong đó người chơi giao chiến lẫn nhau hoặc AI trong phần chơi hợp tác. Trò chơi có một cách tiếp cận rất đơn giản trong lối chơi và các yếu tố đồ họa. Đồ họa có phong cách voxel khối 8 bit theo kiểu retro với địa hình có thể phá hủy một phần. Lối chơi rất giống với dòng game kinh điển Warcraft. Người chơi bắt đầu với một tòa lâu đài chính dùng để mở rộng căn cứ của mình giúp tạo nên nhiều loại đơn vị quân khác nhau đem đi giao chiến với kẻ thù. Tài nguyên được thu thập thông qua các xe chở vàng từ các mỏ gần đó đến lâu đài chính. Các đơn vị quân và công trình được xây dựng thông qua một menu có thể nhấp ở bên phải màn hình, tương tự như dòng game Command & Conquer. Người chơi phải xây dựng nông trại để cung cấp lương thực cho lực lượng của mình. Trò chơi nằm trong một kịch bản giả tưởng chung có sự tham gia của các chủng tộc orc, dwarf, pháp sư hoặc rồng. Nổi bật trong trò chơi là 2 phe Lightbringers "tốt" và Deathsworn "xấu".
Trò chơi cũng có các trận chiến trong mục chơi mạng kết nối với người chơi từ bản 8-Bit Armies, cho phép họ chơi với nhau với tất cả các phe phái từ cả hai game. Điều này thậm chí có thể xảy ra khi người chơi chỉ sở hữu một trong hai phiên bản.

## Phát triển
8-Bit Hordes là phần tiếp theo của game 8-Bit Armies. Nó sử dụng cùng một engine và giao diện. Sau khi phát hành 8-Bit Armies, Petroglyph Games muốn phát hành thêm các phe phái thông qua DLC, nhưng sau đó đã quyết định thực hiện toàn bộ spin-off, dẫn đến việc phát hành 8-Bit Hordes vài tháng sau đó vào ngày 12 tháng 8 năm 2016. Do sự tương đồng của chúng, cả hai trò chơi cung cấp các chức năng chéo khác nhau.

## Đón nhận
8-Bit Hordes được phát hành dưới dạng kỹ thuật số trên Steam và GOG.com vào ngày 12 tháng 8 năm 2016. Sự đón nhận dành cho game từ những ý kiến trái chiều cho đến tích cực. Giới phê bình thừa nhận trò chơi là một sự tôn kính đối với dòng game kinh điển Command & Conquer, với cách tiếp cận lối chơi đơn giản tương tự và phong cách đồ họa retro cổ điển. Lối chơi RTS cổ điển đã được ca ngợi là sức mạnh cốt lõi của trò chơi. Một số đánh giá chỉ trích sự thiếu đa dạng: chỉ có một phe chơi được, chiến dịch không có cốt truyện đặc sắc và lối chơi có cảm giác lặp đi lặp lại, vì các chiến thuật tấn công đơn giản, theo kiểu hung hăng thường dẫn đến chiến thắng nhanh chóng. Các đối thủ AI bị chệch hướng chỉ đơn thuần là đủ để chơi khởi động cũng như đôi khi kém cỏi trong việc tìm đường cũng bị chỉ trích. Nó cũng đã được lưu ý rằng trò chơi về cơ bản là một phiên bản được thay da đổi thịt của 8-Bit Armies, giờ đây có rồng thay vì xe tăng. Bản nhạc nền, được sáng tác bởi cựu nhà soạn nhạc Command & Conquer Frank Klepacki, đã nhận được những đánh giá tích cực. Nhìn chung, các đánh giá mô tả trò chơi là một đoạn hồi tưởng hoài cổ, thiếu sự đa dạng và khả năng chơi lâu dài nhưng vẫn có thể vui vẻ trong một thời gian ngắn.